# Пфальцская кухня

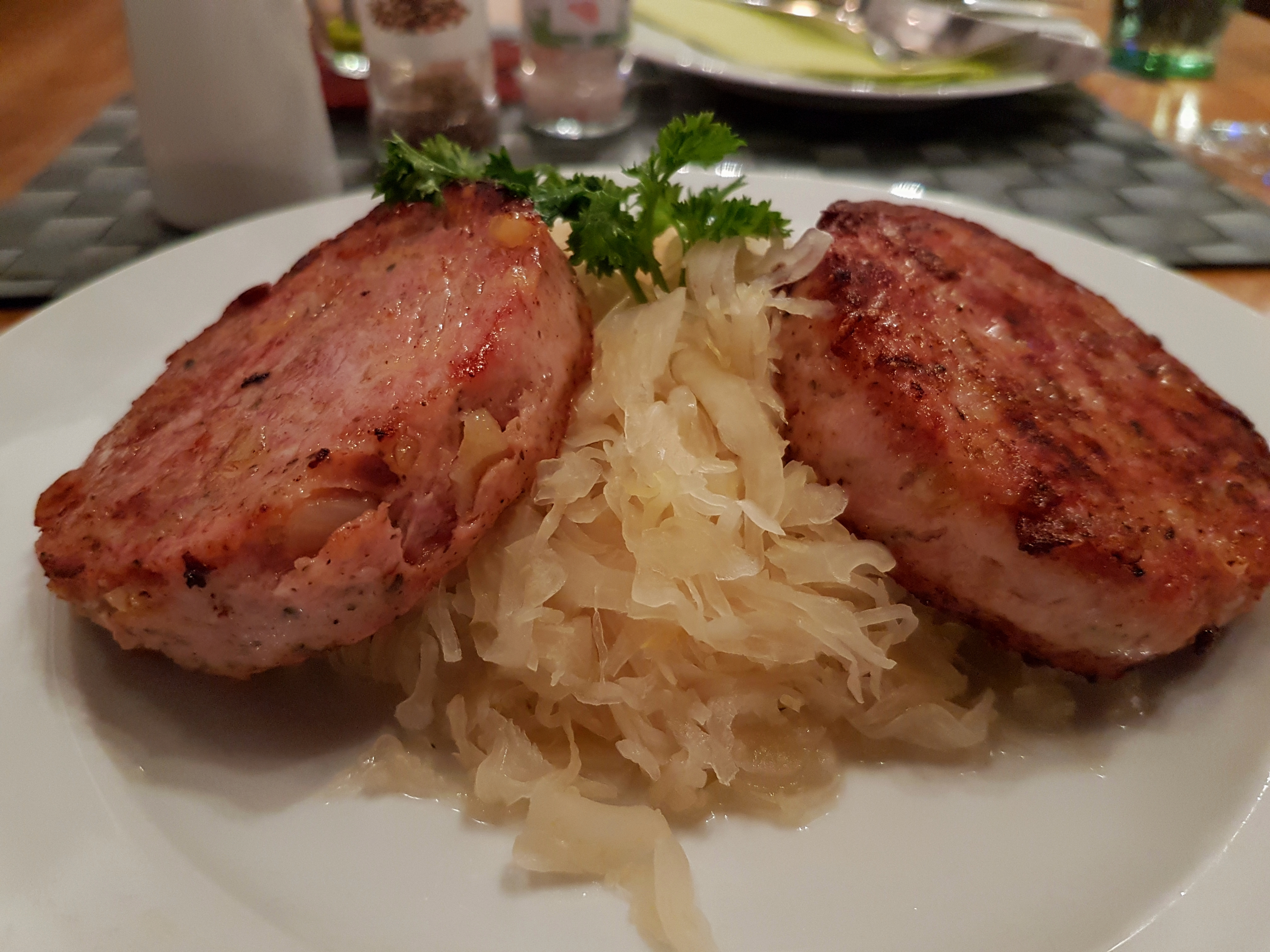
Заумаген с квашеной капустой

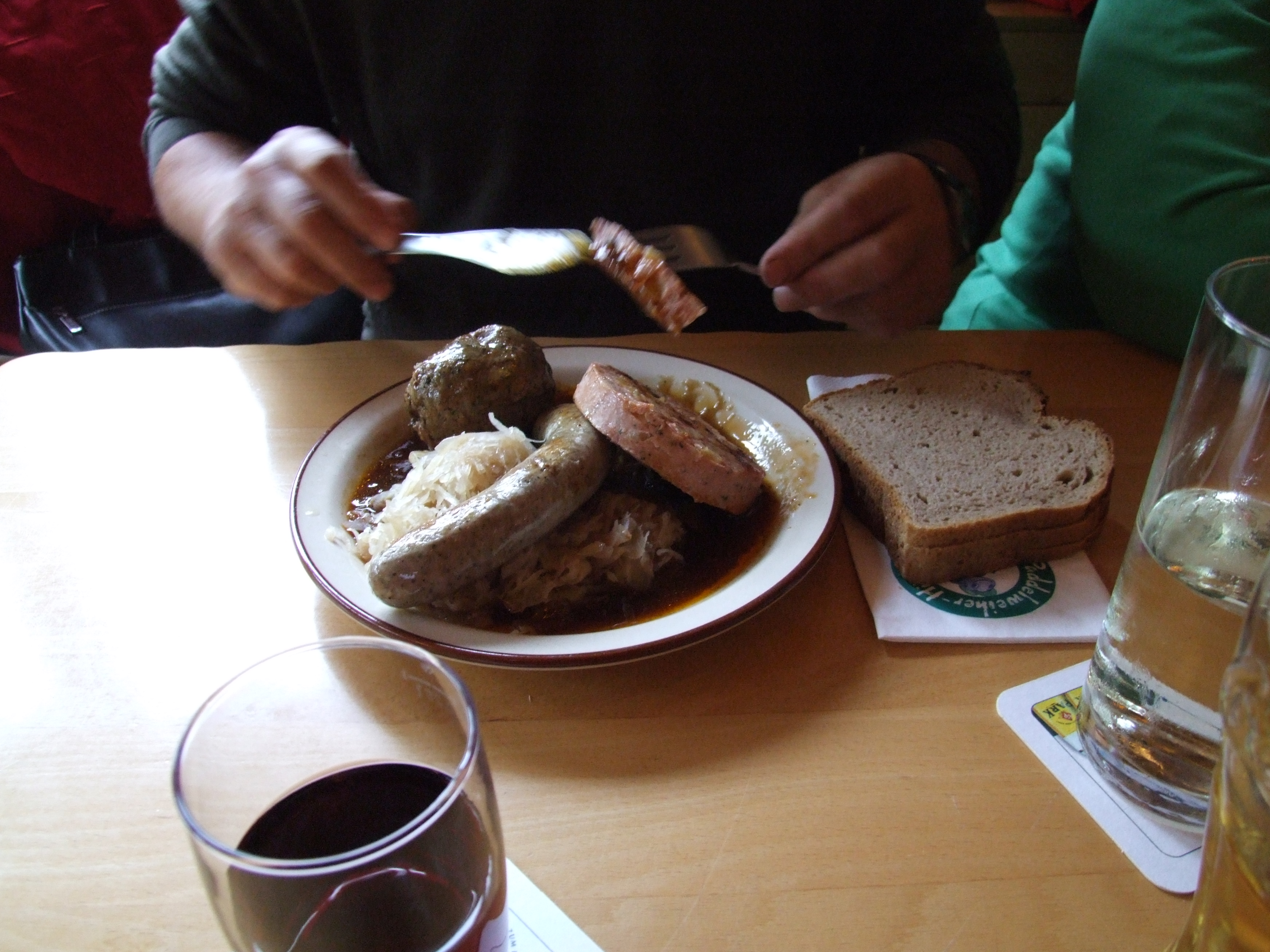
«Пфальцская троица» под коричневым соусом с квашеной капустой

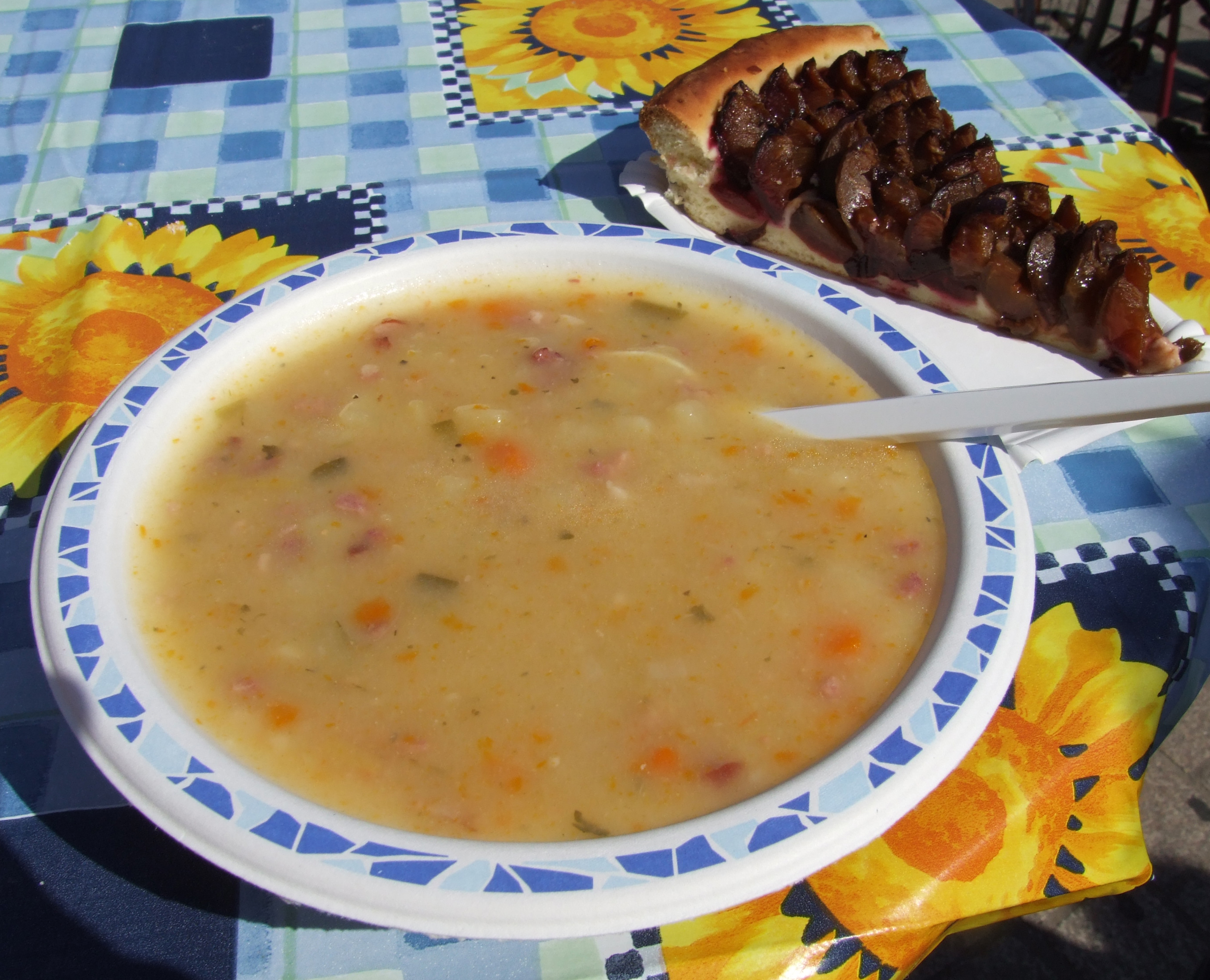
Картофельный суп со сливовым пирогом

Пфальцская кухня (нем. Pfälzer Küche) — совокупность гастрономических традиций германского региона Пфальц на юге земли Рейнланд-Пфальц. Пфальцская кухня располагает большим количеством местных плотных блюд, унаследованных с давних времён бедствий и голода, когда люди жили тяжёлым физическим трудом. В Пфальце еда чаще более острая на вкус, чем в других регионах.
Наиболее известное пфальцское блюдо — отварной «свиной желудок», наполненный постной свининой, колбасным фаршем, картофелем, репчатым луком в майоране, мускатном орехе и чёрном перце, при этом сам желудок для употребления в пищу не предназначен. Уплотнённую после варки массу из желудка сервируют порезанной на ломти непосредственно или после дополнительной обжарки. Каждые два года в Пфальце проводится конкурс на лучший заумаген. Пфальц славится братвурстами крупного измельчения, пфальцским лебервурстом, местной кровяной колбасой грибенвурст, печёночными кнелями «левверкнепп» или «левверкнедель» с хреном. Из типичных мясных блюд в Пфальце составляют комбинации: братвурст с печёночными кнелями называется «кривой мешок», а вместе с заумагеном — «пфальцской троицей». Как и в соседнем Эльзасе, типичным гарниром в Пфальце является квашеная капуста, которую едят в любое время года, но особенно зимой. Известно, что принцесса Лизелотта Пфальцская, вышедшая замуж за младшего брата короля Франции Людовика XIV, скучала при дворе в Версале по плотной пфальцской кухне и квашеной капусте в особенности и даже перевела её рецепт на французский, чтобы ей готовили местные повара. Мясные блюда часто сервируют с картофельным пюре и коричневым соусом. В сельских трактирах к мясу подают на гарнир местный хлеб и типичные ржаные булочки вайнкнорцены.
В Средние века усилиями монастырей и крестьян ручьи Пфальцского Леса, впадавшие в Рейн, были запружены, и некоторые пруды сохранились до настоящего времени. Посреди Пфальцского Леса можно обнаружить трактиры с богатым рыбным меню из пресноводных кумжи, плотвы, судака, щуки или сазана. Во всех старых городах вдоль Рейна, до эпохи индустриализации богатого рыбой, имелись профессиональные рыбаки, снабжавшие горожан лососем, угрём и другой рыбой. В память о них у южного конца Рейнского променада в Шпайере на приколе стоит построенный в 1926 году и служивший до 1965 года последний угрёвый баркас. Несмотря на исчезновение рыбы из Рейна, специализированные рыбные рестораны у реки сохранились, как и традиция фестивалей жареной рыбы.
В Пфальце традиционным основным блюдом являются дрожжевые дампфнудели с солёной корочкой, которые готовят в кастрюле одновременно на пару с поджариванием и подают как со сладкими гарниром, например, винным или ванильным соусом или отваренными фруктами — сливой, грушей и другими, так и с солёным, например, с картофельным или овощным супом, гуляшом или швайнепфеффером. До недавнего времени хорошую домохозяйку в Пфальце определяли по умению приготовить правильные дампфнудели.
В Переднем и Южном Пфальце принято сначала подавать овощной или картофельный суп, с которым едят дампфнудели, а затем те же дампфнудели сервируют «вторым блюдом» со сладким соусом. В сезон сбора урожая сливы популярен картофельный суп со сливовым пирогом. В качестве десерта подают киршенмихель. В жареный картофель по-пфальцски часто кладут кусочки шпига или лебервурста. Другим популярным картофельным блюдом в Пфальце является отваренный в мундире картофель с мягким творогом, приправленный репчатым луком, тмином, перцем и луком-резанцом. Рабочие виноградников обычно перекусывали булочками с колбасой и вином «векк, воршт ун вой» или луковым пирогом с новым вином.